# V7-Versand
Der V7 / TTV Versand ist einer der größten deutschen Internetversandhändler für Rechtsrock und Artikel aus dem Umfeld der neonazistischen Szene. Das Kürzel V7 spielt auf ein angeblich von den Nationalsozialisten entwickeltes Ganzflügelflugzeug an (die sogenannte Reichsflugscheibe), die Abkürzung TTV steht für „Tonträgerversand“. Das Angebot des Versandes erstreckt sich von CDs über Fahnen und Bekleidung bis hin zu Baseballschlägern, Schlagstöcken und schusssicheren Westen.

## Firmengeschichte
Inhaber und Gründer ist Ingo Knauf aus Plüschow bei Wismar. Er gründete den Versandhandel 2000 und stellte selbst CDs her. Später kaufte er das Label Wotan Records und den Aufruhr Versand aus Gera. Knauf kaufte auch das Label Show-Down Records des ehemaligen Blood & Honour-Führungsmitgliedes Bernd Peruch. Daneben übernahm er den gut eingeführten TTV Versand von Lars Georgi.
Des Weiteren gehören Knauf die Label Bloody Creed Records und Bloody Core Records, Sublabel, auf dem nur weitestgehend politisch unverdächtiger Hardcore veröffentlicht wird.

## V7-Records
Auf dem Versandeigenen Label V7-Records erschienen bis 2008 fast 50 CDs, unter dem Label Wotan Records wurden circa 60 Tonträger veröffentlicht. Unter den verlegten CDs ist die englische Rechtsrock-Band Brutal Attack, die Berliner Band Spreegeschwader und Hauptkampflinie aus Kassel. V7-Records hatte die Bands Projekt Aaskereia, Kraftschlag, Nordfront und Sleipnir unter Vertrag.

## Hintergrund
Wegen seiner aggressiven Geschäftspolitik steht Ingo Knauf in der Kritik der eigenen Szene. Von den Herausgebern des Fanzines Foier Frei wurde er gefragt, ob er „diverse Aktionen nur aus Imagegründen“ unterstütze oder ob er auch „mit dem Herzen dabei“ sei. Ingo Knauf wurde wegen seiner Aktivitäten bei der Übergabe des Albums Deutsche Wut von der Rechtsrockband Landser verhaftet und zu einer Bewährungsstrafe verurteilt. Bis 2008 fanden bei ihm vier Hausdurchsuchungen statt.
Der V7-Versand zählt zu den Marktführern unter den rechtsextremistischen Versandläden. Die Rechtsrockexperten Jan Raabe und Martin Langebach geben den Jahresumsatz des Versandes auf über 500.000 Euro an. Aufgrund der Größe und „kapitalistischen“ Ausrichtung des Versandes, wurde innerhalb der Neonazi-Szene 2008 zum Boykott des Versandes aufgerufen, weil Artikel angeblich überteuert seien und zu wenig Geld in politische Arbeit investiert werde.